# Igeltjärnen (Delsbo socken, Hälsingland)
Igeltjärnen är en sjö i Hudiksvalls kommun i Hälsingland och ingår i Ljusnans huvudavrinningsområde. Sjön är 13 meter djup, har en yta på 0,023 kvadratkilometer och är belägen 313 meter över havet.